# Câmera de Comércio e Indústria de Timor-Leste

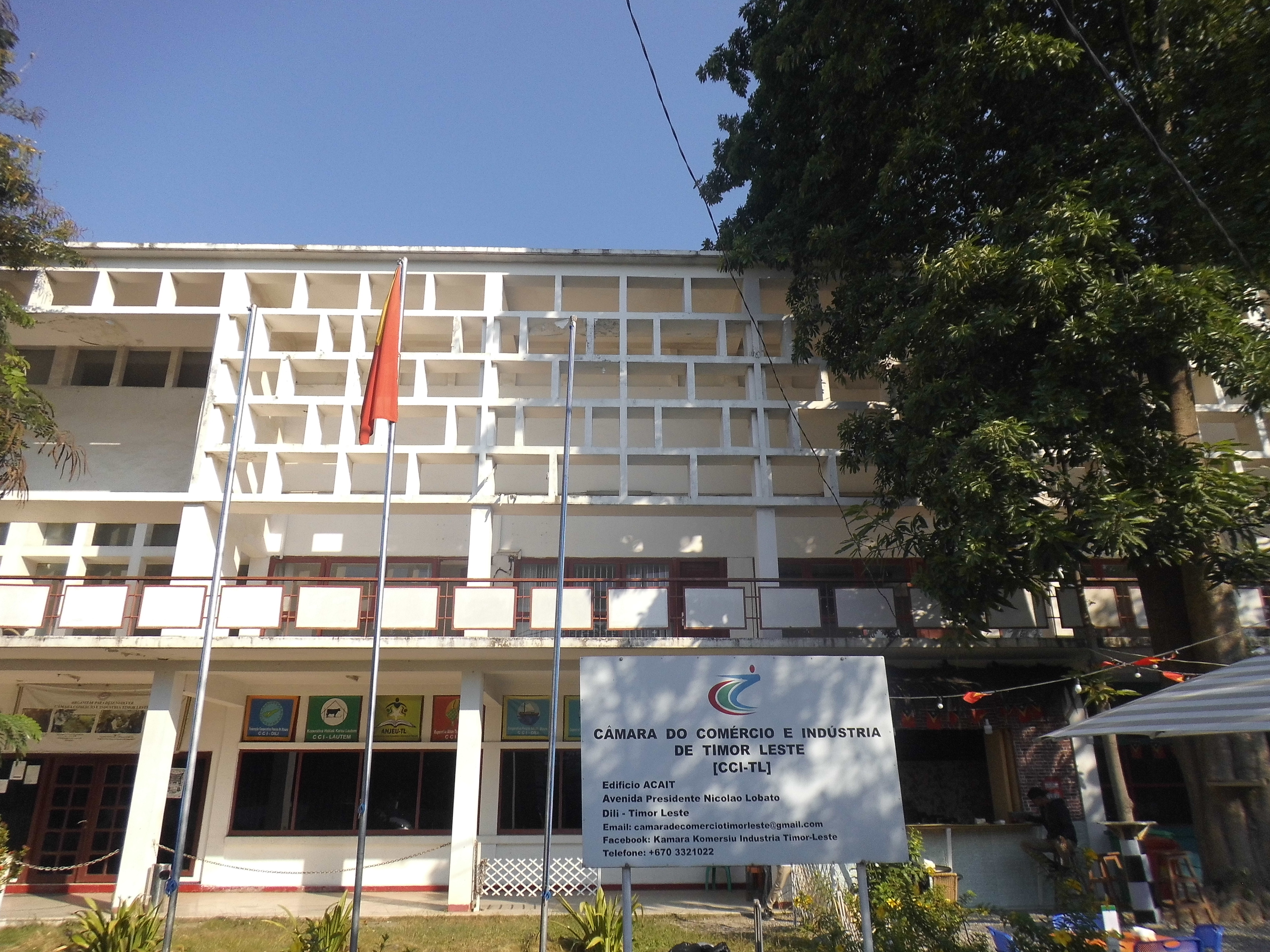
Der Sitz der CCI-TL im ACAIT-Gebäude

Die Câmera de Comércio e Indústria de Timor-Leste (CCI-TL, tetum Kamara Komersiu no Industria Timor-Leste) ist die Industrie- und Handelskammer Osttimors.

## Übersicht
Die CCI-TL wurde 2010 gegründet und vertritt die Interessen der Privatunternehmer in Osttimor. Daneben sind ihre Ziele ein Netzwerk in allen 13 Gemeinden des Landes und das Angebot von Fortbildungen und Rechtsberatung. Sie hat ihren Sitz im Gebäude der ehemaligen Associação Comercial, Agrícola e Industrial de Timor (ACAIT) in der Rua 30 de Agosto in Osttimors Landeshauptstadt Dili.

## Personen
Präsident der Kammer ist Oscar Lima. Langjährige Vizepräsidentin ist Kathleen Gonçalves. Von 2018 bis 2019 war Gil da Costa Alves Vizepräsident der Câmera de Comércio e Indústria und zuständig für asiatische Angelegenheiten. Im selben Zeitraum wird auch João Baptista Alves als Vizepräsident der CCI-TL genannt. Von 2010 bis 2014 war Domingas dos Santos Vizepräsidentin.
Bei den Präsidentschaftswahlen in Osttimor 2017 war Luís Tilman, der CCI-TL-Präsident der Gemeinde Ermera, einer der Kandidaten.